# Cladocyclus
Cladocyclus es un género extinto de peces de la familia Ichthyodectidae, del orden Ichthyodectiformes. Este género marino vivió durante la época del Cretáceo.

## Especies
Clasificación del género Cladocyclus:
- † Cladocyclus (Agassiz 1843)
  - † Cladocyclus gardneri (Agassiz 1841)
  - † Cladocyclus lewesiensis (Agassiz 1887)
  - † Cladocyclus occidentalis (Leidy 1856)